# Ferrovia di Portalegre
La ferrovia di Portalegre (in portoghese Ramal de Portalegre) è una linea ferroviaria dismessa del Portogallo che collegava la stazione di Estremoz, sulla ferrovia di Évora, alla stazione di Portalegre sulla ferrovia dell'Est. Il progetto originale prevedeva di raggiungere Castelo de Vide, sulla ferrovia di Cáceres tuttavia non andò oltre "Portalegre-Gare" (una stazione distante dalla città) ove giunse il 21 gennaio 1949. Venne chiusa nel 1990.

## Storia

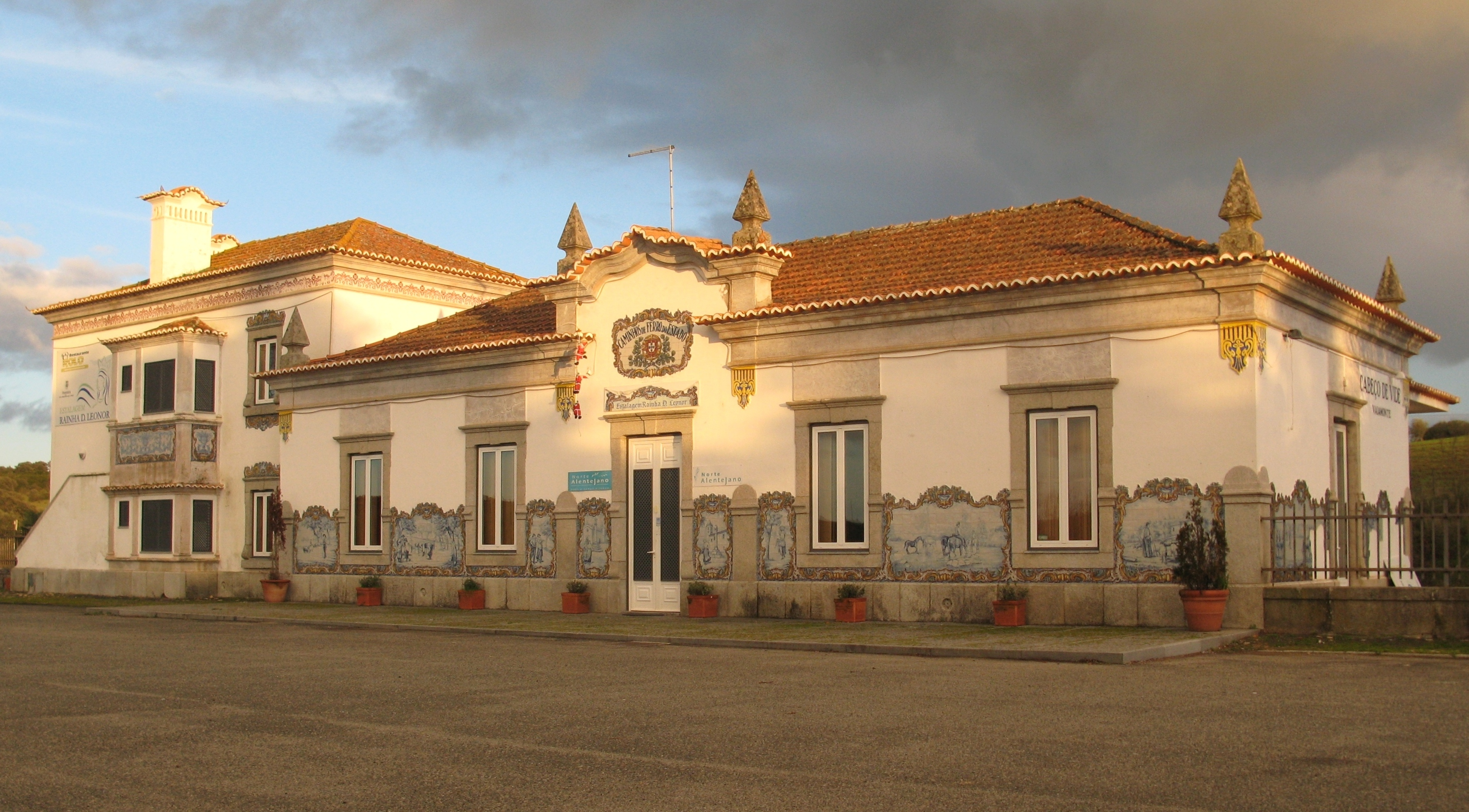
Antica stazione di Cabeço de Vide (alienata)

### Prodromi
Durante la fase progettuale della ferrovia dell'Est uno dei tracciati studiati prevedeva di attraversare il fiume Tago a Carregado passando poi per Mora, Sousel ed Elvas; da Sousel si diramava una linea per Castelo de Vide e la frontiera e una per Estremoz ed Évora; il progetto avrebbe servito efficientemente la regione dell'Alto Alentejo.
Il 24 luglio 1854 la Companhia Nacional dos Caminhos de Ferro ao Sul do Tejo ottenne la concessione per una ferrovia a scartamento normale tra Aldeia Galega e Vendas Novas con prolungamento a Beja e diramazione per Évora e Setúbal; la Companhia realizzò pertanto la linea per Vendas Novas. Nel giugno 1859 una proposta di legge previde il prolungamento fino a Beja ed Évora, ma a scartamento iberico, affidandolo alla Companhia dos Caminhos de Ferro do Sul e Sueste che realizzò la ferrovia fino ad Évora aprendola il 14 settembre 1863.
La differenza di scartamento, irrazionale, obbligava al trasbordo a Vendas Novas, per cui il governo nazionalizzò la Companhia ao Sul do Tejo, cedendo poi tutto alla Companhia do Sueste, con l'impegno a uniformare lo scartamento e continuare la ferrovia di Évora fino a Crato, sulla linea dell'Est, passando per Estremoz.
Tuttavia i problemi economici della Companhia costrinsero il governo a bandire altri concorsi per l'esecuzione delle opere nel 1869; la stazione di Ameixial (Estremoz) fu raggiunta solo il 22 dicembre 1873; in base a una legge del 1864 che stabiliva di non poter costruire altre ferrovie entro 40 km dalla ferrovia dell'Est lo Stato fermò quivi i lavori.
Restava il problema di come collegare la rete a sud del Tago con le ferrovie dell'Est e del Nord. Il 4 agosto 1877 l'"Associação dos Engenheiros Civis Portugueses", in uno studio sulla rete ferroviaria nazionale, propose una ferrovia di "seconda classe" tra Estremoz e Chança, sulla ferrovia dell'Est, passando per Sousel e Fronteira. Nel settembre 1878 sul Diário do Governo apparve tra l'altro un progetto di linea tra Bragança e Beja, passando per la foce del fiume Sabor, Guarda, Castelo Branco, Vila Velha de Ródão, Ponte de Sor o Crato, Estremoz ed Évora.

### Iter travagliato

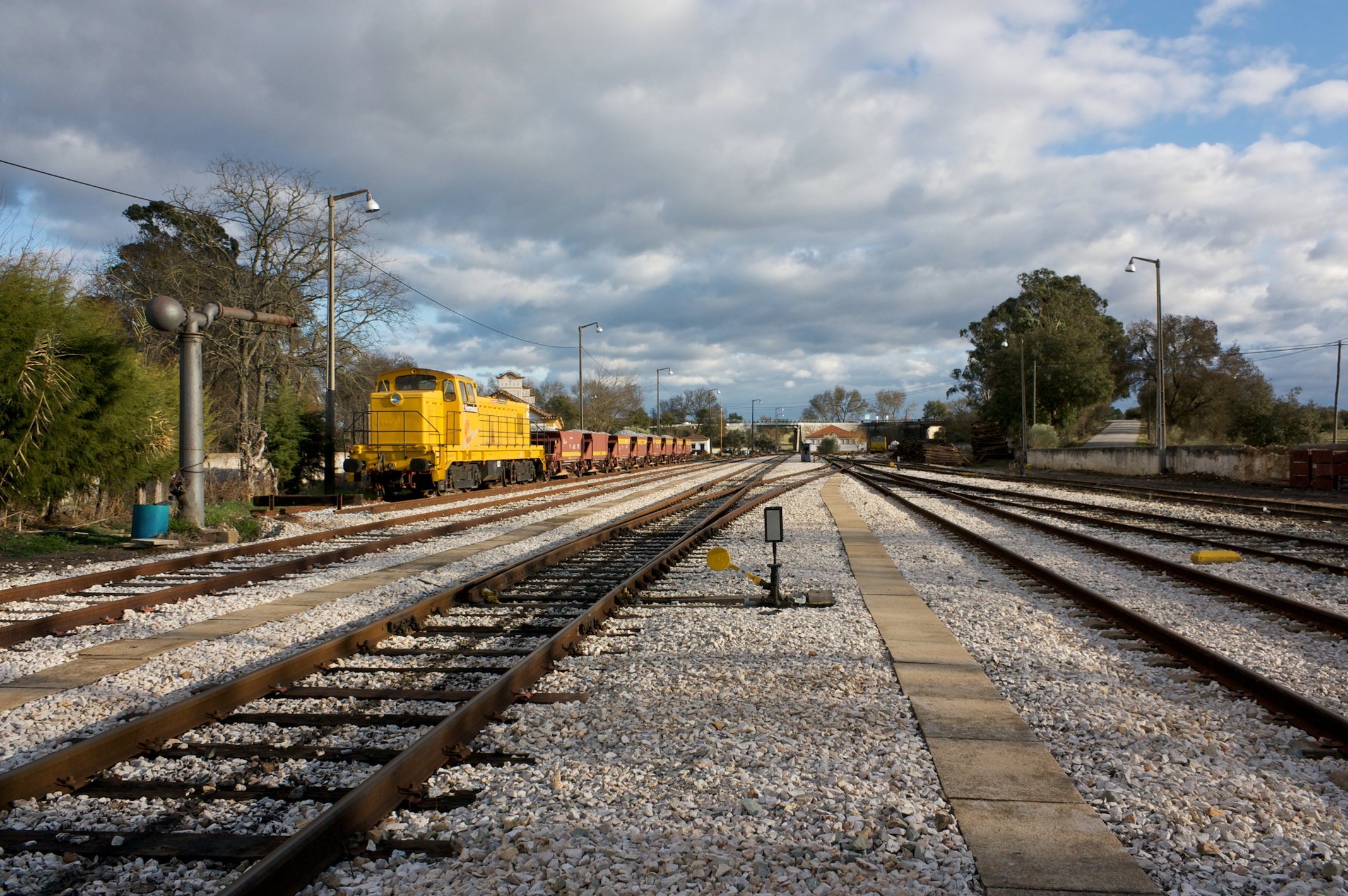
Stazione di Portalegre, nel 2008

Al termine degli studi di pianificazione della "Rede ao Sul do Tejo", nel 1898, furono proposte due linee per Évora, una su Ponte de Sor via Arraiolos, e un'altra su Elvas via Estremoz e Vila Viçosa; ad Estremoz una terza linea sarebbe giunta fino a Portalegre, passando per Sousel, Fronteira e Cabeço de Vide ma quest'ultimo progetto ebbe l'opposizione delle autorità militari per motivi strategici e fu declassato a scartamento ridotto non senza opposizioni in quanto obbligava al trasbordo.
Il "Plano da Rede ao Sul de Portugal" fu terminato nel 1899 e pubblicato il 27 novembre 1902; permanevano in esso il prolungamento della linea di Évora a Estremoz e Vila Viçosa fino alla ferrovia dell'Est ma non la Estremoz-Portalegre. Nel 1903 il Ministro "das Obras Públicas" pubblicò un decreto che aggiungeva la Linha de Portalegre a scartamento ridotto al "Plano da Rede" con tracciato passante per Sousel, Fronteira, Cabeço de Vide e la stazione di Portalegre della ferrovia dell'Est. 
Il 15 luglio il consiglio di amministrazione delle Caminhos de Ferro do Estado bandì un concorso per la costruzione delle ferrovie, di Portalegre e di Sorraia ambedue a scartamento metrico. Vennero previste agevolazioni come il trasporto gratuito dei materiali sulle ferrovie dello Stato, sovvenzioni, espropri agevolati ed esenzioni di imposte. Delle due richieste venne scelta quella dell'industriale José Pedro de Mattos. 
Il 9 dicembre venne siglato il contratto e iniziarono gli studi del tracciato che sarebbe partito dalla nuova stazione di Estremoz, passando per Sousel, Fronteira, Cabeço de Vide, Alter do Chão e Portalegre terminando a Castelo de Vide con un percorso complessivo di 101,7 km.
Dopo un tentativo di cessione ad una società francese José Pedro de Mattos chiese di poter realizzare il tracciato a scartamento largo ottenendolo il 27 giugno 1907. L'autorizzazione stabilì un termine di tre anni per la consegna ma soppresse il progetto del "Ramal de Avis" autorizzando la continuazione della linea da Castelo de Vide alla ferrovia della Beira Bassa; nonostante i contributi statali e municipali il costruttore non riuscì a reperire fondi sufficienti a portare avanti i lavori, cercò quindi di trattare per un accordo con lo Stato. Un decreto del 6 novembre 1909 bandì quindi un nuovo concorso pubblico ma il sopravvenire dei rivolgimenti politici bloccò le procedure portamendo il de Mattos al fallimento alla fine del 1911.
L'11 luglio 1913, la legge n. 37 riaprì le procedure per il concorso secondo le condizioni precedenti e con l'affidamento della gestione alle Caminhos de Ferro do Estado; l'aggiudicante avrebbe dovuto anche studiare un progetto per raggiungere la ferrovia della Beira Bassa. Il concorso andò deserto anche a causa dello scoppio della prima guerra mondiale.
La legge n. 182, del 2 giugno 1914 autorizzò l'emissione di titoli obbligazionari per il reperimento dei fondi necessari alla realizzazione della Estremoz - Castelo de Vide con la garanzia del "Fundo Especial de Caminhos de Ferro".

### Costruzione della Estremoz-Sousel
Vennero ripresi i lavori iniziati da José Pedro de Mattos e il 10 ottobre 1916 la direzione del Sul e Sueste delle Caminhos de Ferro do Estado bandì il concorso per la stazione di Sousel.
La tratta Estremoz-Sousel di 20 km circa venne infine aperta il 23 agosto 1925. Il progetto intanto veniva rielaborato perché passasse più vicino a Portalegre, sulla linea dell'Est, spostando anche il sito della stazione

### Costruzione della Sousel-Cabeço de Vide
Nel 1927 una nuova rielaborazione del piano generale allo scopo di trasformare la linea in una trasversale di collegamento tra linea della Beira Bassa, di Cáceres, dell'Est e della rete Sul e Sueste per mezzo della linea di Évora; d'altra parte con quanto costruito e da costruire costituiva una rete a scartamento iberico dalla frontiera al Duero rendendo possibile collegare Porto e l'Algarve.
Il progetto incappò ancora una volta nel veto delle autorità militari e il Decreto-Legge n. 19.190, del 28 marzo 1930 lo limitò a Portalegre. 
Nel gennaio 1932 la linea era quasi pronta fino a Fronteira; mancavano ancora 40 km per Portalegre, ma era stato elaborato il progetto del 4º lotto tra Cabeço de Vide e l'innesto sulla linea dell'Est. La Commissione amministrativa del Fondo speciale delle Caminhos de Ferro approvò anche l'installazione del telefono tra Sousel e Cabeço de Vide.
I lavori però rallentarono per una variante di tracciato in quanto il punto scelto per attraversare il fiume "Ribeira de Fronteira" risultava poco idoneo.
Nel gennaio 1937 venne annunciata l'apertura della Barreiro (Sul e Sueste)-Fronteira-Cabeço de Vide; il tratto entrò in servizio il giorno 20 con solo due stazioni intermedie, Fronteira e Santo Amaro.

### Tratta Cabeço de Vide-Portalegre
Il restante tratto di ferrovia fino a Portalegre era in costruzione, ma a rilento: solo 9 km erano quasi pronti a fine anno 1937, 4 km e la nuova stazione Portalegre rimanevano in corso di studio. L'apertura della tratta avvenne il 21 gennaio 1949.

### Chiusura
Il 1º gennaio del 1990 la ferrovia venne chiusa all'esercizio definitivamente.
|  | Unknown route-map component "exCONTg" |

|  | Unknown route-map component "exABZg+l" | Unknown route-map component "exCONTfq" |

|  | Unknown route-map component "exBHF" |

| Unknown route-map component "exCONTgq" | Unknown route-map component "exLSTR" + Unknown route-map component "exSTRr" |  |

|  | Unknown route-map component "exBHF" |

| Unknown route-map component "CONTgq" | Unknown route-map component "exLSTR" + Unknown route-map component "STR+r" |  |

|  | Station on track |

|  | Unknown route-map component "xABZgl" | Unknown route-map component "CONTfq" |

|  | Unknown route-map component "exHST" |

|  | Unknown route-map component "exHST" |

|  | Unknown route-map component "exHST" |

|  | Unknown route-map component "exhKRZWae" |

|  | Unknown route-map component "exBHF" |

| Unknown route-map component "exCONTgq" | Unknown route-map component "exABZgr" |  |

|  | Unknown route-map component "exHST" |

|  | Unknown route-map component "exBHF" |

|  | Unknown route-map component "exHST" |

|  | Unknown route-map component "exHST" |

| Unknown route-map component "exCONTgq" | Unknown route-map component "exvSTR+r-SHI1+r" |  |

|  | Unknown route-map component "exKBHFa" + Unknown route-map component "exvKBHFe" |

|  | Unknown route-map component "exSTRl" | Unknown route-map component "exCONTfq" |